# Jonathan Sonnst
Jonathan Sonnst (Eeklo, 6 juli 1976), een pseudoniem van Geert Den Haerynck, is een Vlaams thrillerauteur en leerkracht geschiedenis in de tweede en derde graad van het Sint-Paulusinstituut in Gent.

## Prijzen en nominaties
- 2003: Nominatie Diamanten Kogel voor Razborka
- 2003: Hercule Poirotprijs voor Razborka
- 2014: Nominatie Diamanten Kogel voor Heden rood, morgen dood